# Орора (округ Вошара, Вісконсин)
Орора (англ. Aurora) — місто (англ. town) в США, в окрузі Вошара штату Вісконсин. Населення — 1006 осіб (2020).

## Демографія
Згідно з переписом 2010 року, у місті мешкало 985 осіб у 394 домогосподарствах у складі 290 родин. Було 437 помешкань
Расовий склад населення:
| - 94,1 % — білих - 2,1 % — азіатів - 0,3 % — корінних американців - 0,3 % — чорних або афроамериканців - 1,8 % — осіб інших рас |

До двох чи більше рас належало 1,3 %. Частка іспаномовних становила 2,7 % від усіх жителів.
За віковим діапазоном населення розподілялося таким чином: 23,4 % — особи молодші 18 років, 62,3 % — особи у віці 18—64 років, 14,3 % — особи у віці 65 років та старші. Медіана віку мешканця становила 44,3 року. На 100 осіб жіночої статі у місті припадало 112,7 чоловіків;  на 100 жінок у віці від 18 років та старших — 104,6 чоловіків також старших 18 років.
Середній дохід на одне домашнє господарство  становив 77 724 долари США (медіана — 57 500), а середній дохід на одну сім'ю — 90 590 доларів (медіана — 64 250). Медіана доходів становила 51 094 долари для чоловіків та 36 985 доларів для жінок. За межею бідності перебувало 8,1 % осіб, у тому числі 13,3 % дітей у віці до 18 років та 12,0 % осіб у віці 65 років та старших.
Цивільне працевлаштоване населення становило 494 особи. Основні галузі зайнятості: виробництво — 36,4 %, освіта, охорона здоров'я та соціальна допомога — 19,2 %, фінанси, страхування та нерухомість — 8,3 %, будівництво — 7,3 %.